# Eumelea stipata
Eumelea stipata là một loài bướm đêm trong họ Geometridae.